# 唐山号导弹驱逐舰
唐山号导弹驱逐舰（122）是中国人民解放军海军052DL型驱逐舰。她于 2020 年 8 月 14 日服役。

## 开发设计
052D型导弹驱逐舰的基本舰型和布局与052C型导弹驱逐舰相同，但与早期的052C型驱逐舰相比，052D型的上层建筑具有更大的倾角，隐身性能更好。同时，052C型的直升机机库位于052D型的船体轴线左侧，改为船体中轴线；机库两侧增加了一对小艇库，与054A型导弹护卫舰的设计相似。
近防武器系统由位于舰桥前方的H/PJ-12近程防御武器系统和位于机库顶部的24枚红旗-10防空导弹系统组成，组合成阶梯拦截。原来的100mm舰炮被高度更高、隐身性更好的型号H/PJ45舰炮所取代。 2019年5月13日，052DL加长版曝光。 052DL的船体与052D基本相同，只是加长了直升机甲板，为直20登舰做准备。 
052D 型导弹驱逐舰是中国第一型使用通用垂直发射系统的水面舰艇，这与早期舰艇上搭载的共架发射系统截然不同；该型驱逐舰一共配备64具垂直发射系统， 前部32个和后部32 个。 据报道，垂直发射系统实施了GJB 5860-2006国家标准。  可以发射海红旗-9地对空导弹、鹰击18反舰巡航导弹、 和 长缨-5 反潜导弹的增程改进型。 

## 建设与事业
唐山号于 2018 年 7 月 7 日在上海江南造船厂下水。 2020 年 8 月 14 日投入使用
2021年3月2日，淮南号、唐山号、齐齐哈尔号、张家口号导弹驱逐舰在黄海进行演习。   
2024年10月1日至2024年10月3日，为庆祝中华人民共和国成立75周年，解放军海军北海舰队组织舰艇开放，包括2艘052D型121号“齐齐哈尔”舰、122号“唐山”舰，2艘054A型546号“盐城”舰、579号“邯郸”舰以及903A型903号“可可西里湖”舰。
2025年5月25日，解放军海军“辽宁”舰编队于东海海域开展演练，编队包括2艘052D型121号“齐齐哈尔”舰以及122号“唐山”舰及2艘054A型515号“滨州”舰、599号“安阳”舰。
2025年5月27日至5月29日，解放军海军“辽宁”舰编队前出西太平洋开展训练，其规模已达10舰，包括2艘055型101号“南昌”舰、104号“无锡”舰，4艘052D型121号“齐齐哈尔”舰、122号“唐山”舰、131号“太原”舰、155号“南京”舰，2艘054A型515号“滨州”舰、599号“安阳”舰及1艘901型901号“呼伦湖”舰。